# Almutadide I
Abu Alfate Abubacar Almutadide Bilá, dito Almutadide ou Almutâdide I do Cairo (em árabe: المعتضد بالله), foi o sexto califa abássida do Cairo sob os sultões mamelucos do Egito entre 1352 e 1362.

## História
Durante o seu califado governaram os seguintes sultões mamelucos da dinastia Bahri:
- Sale Sale Saladino até 1354;
- Um Nácer Haçane até 1361;
- Salá Almançor Adim Maomé até sua morte em 1362.